# ラヴノー・ド・リュッサン

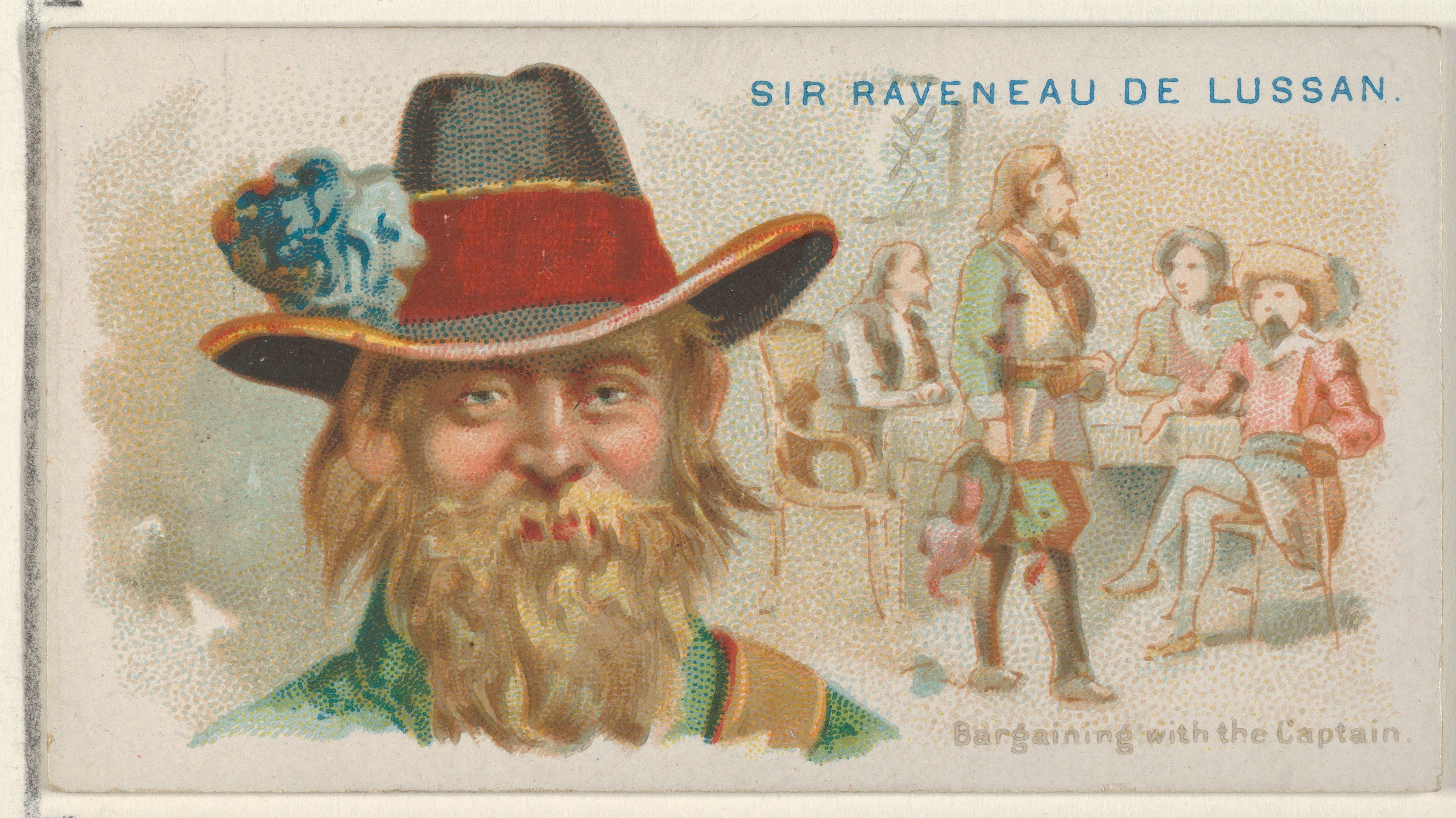
アレン・アンド・ジンター・タバコのスペインのメインシリーズ（N19）、交渉するラヴェヌー・ド・ルッサン卿の姿 MET DP835045

ラヴノー・ド・リュッサン (Raveneau de Lussan、1663年 - 没年不明 ）は、フランス・パリ出身の海賊。
1685年から1688年にかけて、カリブ海やパナマ湾の沿岸都市を荒らしまわった。

## 生い立ち
リュッサンは1663年にパリで生まれた。リュッサンの前半生は資料に乏しく、はっきりしていない。しかし、後年、自身の海賊としての経験を元に本を出版しており、少なくとも読み書きのできる教育を受ける程度の身分以上の生まれであることが推測できる。リュッサンは、旅に出たいという欲求を持ち、自分の国を出ず、他の地域のことを知らないのは好ましくないと考え、当初軍に入隊するが、あまりリュッサンにとって刺激とならなかったので、海へ向かった。リュッサンは海について「大半の人が非常に恐怖に感じる要素も、自分には世界の何にも増して親しみと喜びとして感じられる。」と言った。各地を放浪した上、多大な借金を抱えたリュッサンは、西インド諸島ヒスパニオラ島にあるサン・ドマングにたどり着いた。リュッサンは自分ぐらいの力でも可能な、しかも手っ取り早く金をつくるには、海賊になるのが早いと考え、海賊となる決心をした。当初、オランダ人海賊ローレンス・デ・グラフの船に乗り込んだが、大した稼ぎにはならなかったので、リュッサンは、仲間とともにデ・グラフの船を離れ、パナマ地峡の太平洋側にあるイスラ・デル・レイの海賊団に加わるため、ダリエンの現地民の案内により徒歩で6日間かけて、ほとんど未開の原生林や山岳地帯を超えて、イスラ・デル・レイに到着した。そこに待っていたのは8隻の海賊船で、フランドル出身のイングランドの私掠船船長デーヴィッド率いる海賊船団であった。船長は、グロワンニュ、タウンズリー、ヘンリー及びサムズといったメンバーであった。リュッサン一行が合流したことで船団は総勢1100名となったと記述されている。

## 海賊として
1685年4月27日、デーヴィッドの船団は、パナマ近郊の町を襲うため、500人の乗組員と120隻のカヌーを準備し、リュッサンは海賊として初めて戦闘に参加した。途中で2隻の小型スペイン船を発見するが、スペイン船は船を座礁させ、岩の多い島に退却してしまった。デーヴィッド船団は、川を遡って町に到着したが、住民は既に貴重品と共に避難していたため、大した獲物にはありつけなかった。船団は、パナマの沖でペルーから財宝を積んだスペイン艦隊を待ち伏せし、6月7日正午、監視任務についていたフランス人船長グロワンニュがスペイン艦隊を発見した。スペイン艦隊はデーヴィッド船団より大型の大砲を装備しており、海賊が得意とする白兵戦に持ち込むため、デーヴィッド船団は風上の位置をとることを第一とし、うまく風上の位置をとることに成功したものの、日没のため、デーヴィッドは夜明けまで船団を停泊させた。付近の海流に精通していたスペイン艦隊は夜間密かに回り込み、夜明けには逆にスペイン艦隊が風上に位置していた。スペイン艦隊はデーヴィッド船団に対し砲撃を開始した。サムズの船が損傷し、デーヴィット船に対する救援が困難となった。リュッサンの乗っていたヘンリーの船も120発もの砲弾を浴び、デーヴィッドの船は舵が半分破壊され、退却を余儀なくされたが、人的被害は数名であった。
敗戦から立ち直った船団は、345人の勢力でニカラグア湖岸にあるグラナダを襲撃し、町を略奪した。略奪品を分配する際、乗組員の中で一生残る傷を負った4名には1000ペソ銀貨が、その他の者には600ペソ銀貨を分配した。グラナダ襲撃後、仲たがいが起こって船団は2つに分離した。グロワンニュは西へ、リュッサンはタウンズリーとともにパナマを目指した。そこでラ・ヴィラの町を襲撃し、300人の捕虜と15000ペソ銀貨を略奪したが、カヌーで脱出する際にスペイン人に待ち伏せを受け、戦利品を奪われた。生き延びた海賊が待ち伏せた場所に戻ると、焼死体や首の無い仲間の遺体が転がっており、海賊は怒り狂って4人の捕虜の首を刎ねた。後にスペイン側は、残りの捕虜のために10000ペソ銀貨を支払っている。
1686年10月21日、リュッサンたちは、3隻のスペイン船を発見し、襲撃した。最初はスペイン側が有利な風上に位置していたが、スペイン船は逃走に失敗し、手榴弾を投げつけられ、3隻とも拿捕された。この戦いでリュッサン側の海賊も多数負傷し、その後死亡している。リュッサンは、身代金を求め、パナマ総督と交渉したが、うまくいかず、捕虜20人の首を刎ね、首を総督に送り付けて脅した。これにより、20000ペソ銀貨の身代金を得た。
1688年初頭にリュッサンの一行は、カリブ海に戻るべく、グアテマラから陸路で移動を開始した。実に59日経過後、480人いた乗組員は、ジャングルで行方不明になったり、病気で死亡したりしたため、84人にまで減っている。このような困難を経て、一行はようやくサン・ドマングに到着し、総督に出迎えられた。その後、パリに帰国し、海賊としての経験をまとめ著書『南海の海賊』を出版した。

## その後
著書の出版以降のリュッサンの人生については資料に乏しく、死没した時期、場所ともに不明である。また、結婚して家族がいたかどうかも定かでない。

## 著書
『南海の海賊』